# بند اغزی
بند اغزی مربوط به سده‌های اولیه دوران‌های تاریخی پس از اسلام است و در شهرستان مشگین‌شهر، بخش مرکزی، دهستان مشکین غربی، روستای احمدبیگ لو واقع شده و این اثر در تاریخ ۲۷ بهمن ۱۳۸۷ با شمارهٔ ثبت ۲۴۵۲۵ به‌عنوان یکی از آثار ملی ایران به ثبت رسیده است.